# Desa Purworejo (administrativ by i Indonesien, Jawa Tengah, lat -7,83, long 110,95)
Desa Purworejo är en administrativ by i Indonesien.   Den ligger i provinsen Jawa Tengah, i den västra delen av landet, 500 km öster om huvudstaden Jakarta. Desa Purworejo ligger vid sjön Waduk Serbaguna Gajahmungkur.